# Uinta Mountains
Uinta Mountains je pohoří na severovýchodě amerického státu Utah, které se rozkládá podél hranice okresů Summit County a Daggett County na severu a Duchesne County a Uintah County na jihu.
Z části také zasahuje i do okolních států Wyoming a Colorado. V pohoří ročně spadne přibližně 100 cm srážek. Nejvyšší hory jsou celoročně pod sněhem, s výjimkou období od konce července do počátku září. Horami protéká více než 640 km potoků a nachází se zde kolem 1 000 jezer. Nejvyšší horou pohoří a zároveň celého Utahu je Kings Peak.